# ISU-152
ISU-152(러시아어: ИСУ-152, 정식 명칭: Самоходная установка на базе танка ИС с орудием калибра 152мм)는 제2차 세계 대전 시기 사용되었던 소련의 자주포이다. ISU-152는 "즈베로보이"(zveroboy, 러시아어: Зверобой)라는 별명을 가졌는데, 티거 전차와 판터를 포함한 여러 큰 독일 전차들과 대전차포들을 상대로 우수한 성능을 보여주었기 때문이었다. ISU는 "IS 전차의 차체(궤도 차량)에 장착된 자주포" 또는 "IS 장착포"를 의미하며, 여기서 "I"는 KV-1의 차체에 기반한 SU-152 자주포와 구분하기 위해 사용되었다. "152"는 주무기의 구경을 나타낸다.
ISU-152 설계는 1943년 6월부터 11월까지 체랴빈스크의 시험 공장 No. 100의 설계국에서 진행되었다. 1943년 11월 6일 붉은 군대의 승인 후 체랴빈스크시에 위치한 키로프 공장에서 1943년 12월부터 양산을 시작했다. 1944년 1월 레닌그라드 포위전이 끝나고 시설이 복구된 후, 레닌그라드에 위치한 키로프 공장(Кировский Завод)도 1945년부터 ISU-152를 생산하기 시작했다. 두 공장은 1946년에 양산을 중단했다.
ISU-152는 신뢰성과 전투력이 뛰어난 소련의 자주포로 오랜 기간 동안 사용되었다. 이 차량들은 소련군에서 1970년대 중반까지 사용되었다. 소련은 제2차 세계 대전 동안과 전후에 ISU-152를 폴란드 인민공화국, 체코슬로바키아, 중화인민공화국, 이집트 등 동맹국에 판매하거나 무상으로 제공했다. 일부 차량은 6.25 전쟁과 중동 분쟁에 참가했다.